# Silva (Barcelos)
Silva es una freguesia portuguesa del concelho de Barcelos, con 2,20 km² de superficie y 998 habitantes (2001). Densidad de población: 453,6 hab/km².